# Karl Brinkel
Karl Brinkel (* 20. Februar 1913 in Lauban; † 13. Februar 1965 in Zella-Mehlis) war ein deutscher evangelisch-lutherischer Theologe, Pfarrer, Hochschullehrer für Katechetik und Praktische Theologie.

## Werdegang
Brinkel erwarb sein Abitur im Jahre 1932 in Görlitz. Danach studierte er von 1932 bis 1936 Evangelische Theologie in Breslau und wurde anschließend in das Vikariat der Schlesischen Kirche übernommen. In dieser Zeit war er als Hauptschriftleiter des Evangelischen Preßverbandes Schlesien tätig. Zum Pfarrer ordiniert wurde Brinkel 1939 in Breslau. Im Jahre 1941 wurde er zum Gemeindepfarrer in Hirschberg / Schlesien berufen. Nach der Befreiung von der NS-Gewaltherrschaft 1945 wurde er kurze Zeit Pfarrer in der Gemeinde Ellerode bei Witzenhausen, bevor er nach Thüringen wechselte, wo er bis 1947 Pfarrer in Schmölln war.
In diesem Jahr berief ihn der Landeskirchenrat der Evangelisch-Lutherischen Kirche in Thüringen zum Dozenten an die Bibelschule nach Altenburg und zugleich zum Rektor des Eisenacher Katechetenseminars. Die Folge seiner fortwährenden Weiterbildung war 1954 die Bestellung als Rektor des Predigerseminars und des Pastoralkollegs von Eisenach. Im Jahre 1956 legte er seine Dissertation zu einem praktisch-theologischen Thema vor und wurde zum Doktor der Theologie promoviert. Zum Kirchenrat ernannte ihn die Thüringer Kirche 1963. Ein Jahr darauf erhielt er einen Ruf als Professor für Praktische Theologie in Rostock. Nur zwei Jahre blieben ihm noch, bis er mit nur 52 Jahren, an einer Blinddarmentzündung verstarb. Er wurde am 19. Februar auf dem Eisenacher Hauptfriedhof beigesetzt.
Brinkel war Mitglied der Christlichen Friedenskonferenz (CFK) und Teilnehmer an den ersten beiden Allchristlichen Friedensversammlungen, die 1961 bzw. 1964 in Prag stattfanden.
Den Kindern und Heranwachsenden die biblische Botschaft in lutherischer Erkenntnis und Prägung nahezubringen, war sein wichtigstes Anliegen. Er war auch ein Förderer der Evangelischen Akademie, weil er in der Begegnung der Theologie mit anderen wissenschaftlichen Disziplinen einen Gewinn für die zeitgemäße Verkündigung des Evangeliums sah.

## Schriften
- Johann Neunherz. Ein schlesisches Pfarrerleben, Görlitz : Starke, 1937
- Wo kein Sinn mehr ist. Das Lebensproblem in der Dichtung Manfred Hausmanns, Berlin 1953
- Dichtkunst und Gotteswort. Kleine Betrachtungen, Berlin 1956
- Die Lehre Luthers von der Fides Infantium (d. h. der Kinderglaube) bei der Kindertaufe, Evangelische Verlagsanstalt, Berlin 1958
- Luthers Hermeneutik in seiner Übersetzung des Alten Testaments und die gegenwärtige Revision der Lutherbibel (= Luthertum, Heft 12), Berlin 1960
- Auf dass ich sein eigen sei. Eine Glaubenshilfe für Elternhaus und Schule nach Luthers Grossem und Kleinem Katechismus, unter Mitarb. von Karl Brinkel, hg. von Walter Grundmann, Stuttgart : Klotz 1963
- Du gehörst Gott. Handbuch für den Katechismusunterricht nach Martin Luthers Kleinem Katechismus, unter Mitarb. von Karl Brinkel, hg. von Walter Grundmann, Berlin : Evang. Verl.-Anst., 24. u. 5. Hauptstück, Lehrstück vom Amt der Schlüssel und von der Beichte, 1961
- als Bearb. und Hrsg. mit Herbert von Hintzenstern: Luthers Freunde und Schüler in Thüringen. Gabe der Thüringer Kirche an das Thüringer Volk, Bd. 1: Des Herren Name steh’ uns bei. Herrn Landesbischof D. Mitzenheim zu seinem 70. Geburtstag gewidmet, Berlin 1961; Bd. 2: Ach, Herr Gott, wie reich tröstest du. Der Vorsitzenden der Gesellschaft für Thüringische Kirchengeschichte, Frau Prof. D. Hanna Jursch zum 60. Geburtstag gewidmet, Berlin 1962